# Cyclodictyon laete-virens
Cyclodictyon laete-virens är en bladmossart som beskrevs av Mitten 1863. Cyclodictyon laete-virens ingår i släktet Cyclodictyon och familjen Hookeriaceae. Inga underarter finns listade i Catalogue of Life.